# Желєзнодорожний (Бєлорєцький район)
Желєзнодоро́жний (рос. Железнодорожный, башк. Железнодорожный) — село (колишнє селище) у складі Бєлорєцького району Башкортостану, Росія. Адміністративний центр та єдиний населений пункт Желєзнодорожної сільської ради.
До 17 грудня 2004 року село підпорядковувалось Ломовській селищній раді. За Радянських часів селище було частиною міста Бєлорєцьк.
Населення — 3020 осіб (2010; 2657 в 2002).
Національний склад:
- росіяни — 51%
- башкири — 34%